# Ligature (médecine)
Pour les articles homonymes, voir ligature.
Une ligature est une opération chirurgicale qui consiste à serrer un lien autour d'un vaisseau sanguin ou d'une tumeur, généralement pour prévenir ou arrêter l’écoulement du sang. Par métonymie la ligature désigne également le nœud de fil, de soie, etc., utilisé dans cette opération. Le catgut est la ligature habituellement employée en chirurgie.

## Histoire
Depuis 1671 la ligature désigne l'opération qui consiste à serrer un lien pour panser une plaie. C'est à partir de 1690 que ce même terme est employé pour désigner l'action de lier un vaisseau sanguin ou une tumeur.
La ligature aurait été inventée par les arabes lors de l’âge d’or de la civilisation islamique. C’est Abu Al-Qasim au dixième siècle qui l’aurait développée, ainsi que le catgut, dans les cas d'amputation. 
La ligature des artères a été redécouverte en Occident seulement en 1552 par le médecin français Ambroise Paré. Il substitue à la cautérisation par l’huile bouillante dans les amputations, méthode qui était extrêmement douloureuse et tuait parfois le patient sous la douleur.

## Exemples
On peut notamment citer :
- La ligature des varices œsophagiennes en préventif ou en cas de rupture hémorragique chez le patient cirrhotique
- La ligature des trompes, à visée de contraception définitive chez la femme et son équivalent chez l'homme, la ligature des canaux déférents ou vasectomie